# Grup alcoxi

Grups alcoxi

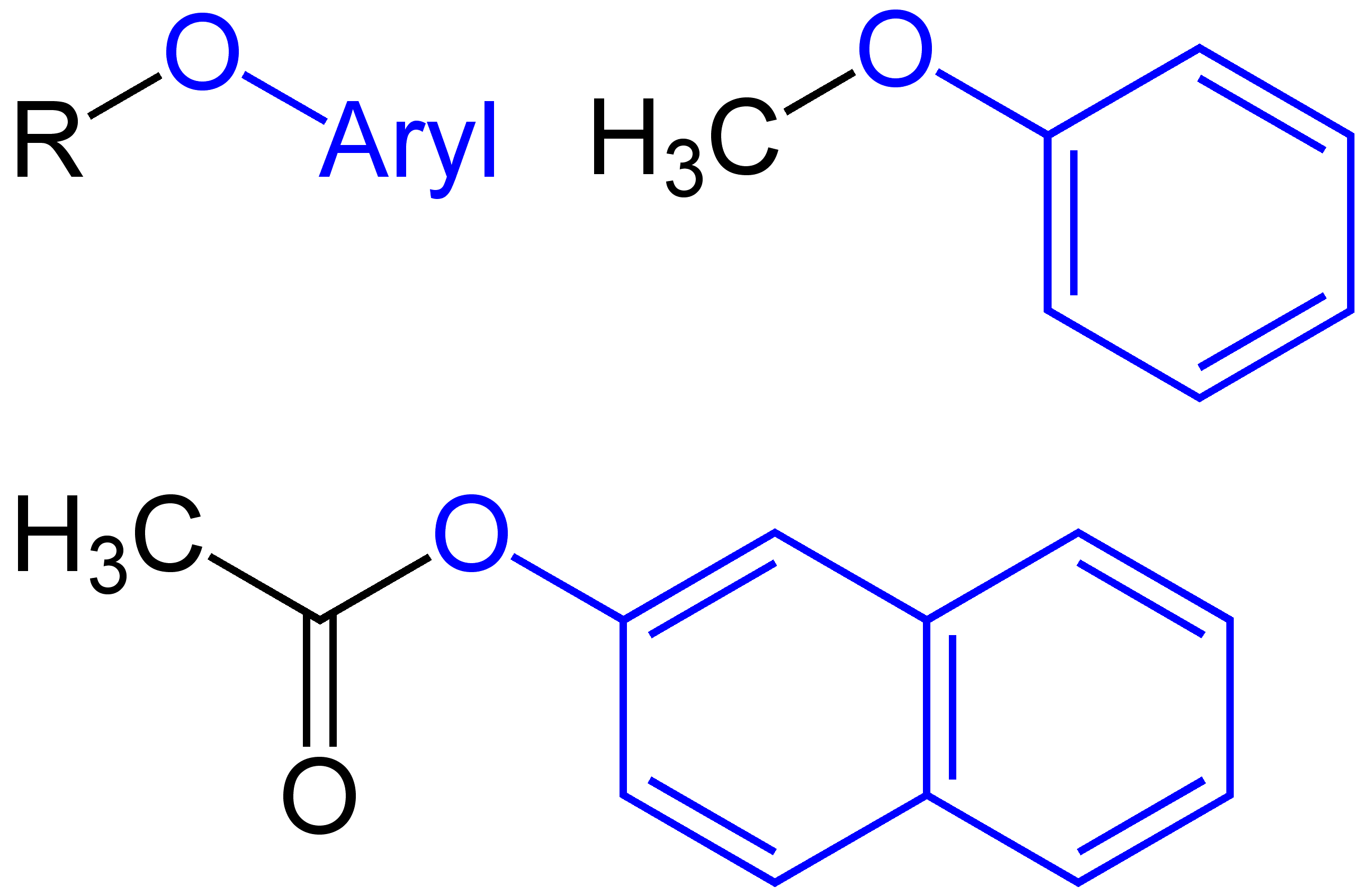
Grups ariloxi

Un grup alcoxi és un tipus de grup substituent emprat en nomenclatura de química orgànica la qual fórmula és {\displaystyle {\ce {R-O -}}}, on {\displaystyle {\ce {R}}} és el grup alquil.
L'alcoxi més simple és el metoxi {\displaystyle {\ce {CH3O -}}}. Es troba un grup etoxi {\displaystyle {\ce {CH3CH2O -}}} en el compost orgànic fenetol {\displaystyle {\ce {C6H5OCH2CH3}}} el qual també es coneix com a etoxi benzè. Relacionats amb els grups alcoxi hi ha els grups ariloxi els quals tenen un grup aril enllaçat a oxigen com el grup fenoxi {\displaystyle {\ce {C6H5O -}}}.
Un grup alcoxi i ariloxi enllaçat a un alquil o aril {\displaystyle {\ce {R^1-O-R^2}}} és un èter. Si enllaça amb hidrogen és un alcohol. Un alcòxid {\displaystyle {\ce {RO-}}} és la forma iònica o sal; és el derivat d'un alcohol on el protó s'ha substituït per un metall, típicament el sodi.

## Propietats químiques
És un acceptor electrònic per via sigma, per l'alta electronegativitat de l'oxigen, i un donador electrònic per via pi, pels parells electrònics solitaris.

## Reactivitat
Actua com nucleòfil i pot desplaçar altres grups com, per exemple, halògens.